# Bilcze (obwód rówieński)
Bilcze (ukr. Більче) – wieś w rejonie demidowskim obwodu rówieńskiego na Ukrainie.

## Historia
W 1862 r. przebywał we wsi Oskar Kolberg w majątku Michała Sołtana i Cecylii z Małyńskich.

## Zabytki
- Pałac w Bilczach wybudowany przez Zagórskich pod koniec XVIII w. Piękny pałac otaczał park, położony nad rzeką Styr. W pobliżu znajdowało się zamczysko z czworobocznym wałem[3].